# Бор развесистый
Бор развесистый (лат. Milium effusum) — типовой вид травянистых многолетних растений рода Бор семейства Злаки (Poaceae).

## Ботаническое описание

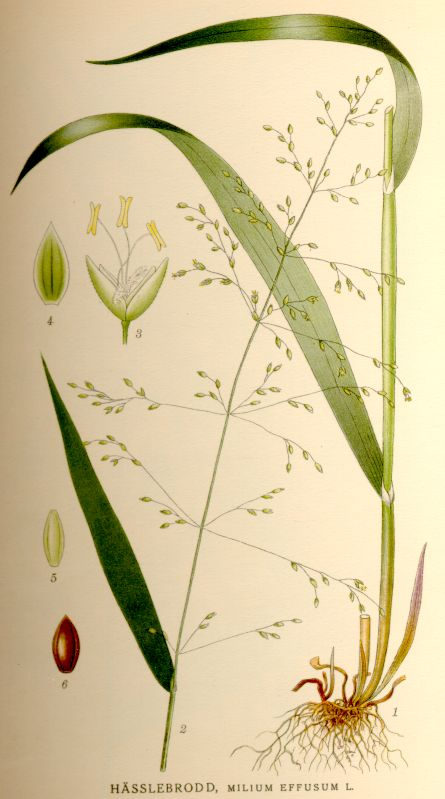

Трава с ползучими корневищами и короткими подземными побегами. Одиночные гладкие стебли, прямые, высотой 0,7—1,5 м.
Линейные листья шириной до 18 мм, гладкие, по краям шероховатые. Язычки продолговатые и тупые, длиной до 8 мм.
Метёлки широкие и рыхлые, от 15 до 35 см длиной, с длинными поникающими веточками, покрыты короткими шипиками. Колоски одноцветковые, около 3 мм длиной, зелёного цвета, могут иметь слабо-фиолетовый оттенок. Чешуи колосков яйцевидной формы, перепончатые, выпуклые, с тремя жилками, чуть длиннее цветковых. Нижние цветковые чешуи без остей, блестящие, твёрдые, после созревания становятся бурыми.
Цветение длится с конца весны до середины лета. Плодоносит в июле — августе.

## Распространение и экология
Обитает во влажных хвойных и лиственных лесах Северного полушария.

## Значение и применение
Иногда культивируется в качестве газонной травы или как садовое растение. Может использоваться для посадок в тенистых садах для создания второго плана в сочетании с другими многолетними красивоцветущими растениями. Предпочитает затенённые участки и влажную почву.
Семена пригодны для употребления в пищу. Прежде из зёрен, перемолотых в муку, выпекали хлеб.
Хорошая кормовая трава. Семена используют на корм птицам.
В июле—августе поедается северным оленем (Rangifer tarandus Linnaeus). Также поедается алтайским маралом (Cervus elaphus sibiricus Severtzov) и европейским лосём (Alces alces Linnaeus).

## Синонимы
- Agrostis effusa Lam.
- Alopecurus effusus Link ex Kunth nom. inval.
- Decandolia effusa (Lam.) T.Bastard
- Melica effusa (L.) Salisb.
- Miliarium effusum (L.) Moench
- Milium adscendens Roxb. nom. inval.
- Milium confertum L.
- Milium dubium Jacquem. ex Hook.f. nom. inval.
- Milium willdenowii Lojac.
- Paspalum effusum (L.) Raspail